# Pachythyone rubra
Pachythyone rubra is een zeekomkommer uit de familie Sclerodactylidae.
De wetenschappelijke naam van de soort werd in 1901 gepubliceerd door Hubert Lyman Clark.